# اریک لاندکوییست
اریک لاندکوییست (انگلیسی: Erik Lundquist; ۲۹ آوریل ۱۸۹۶ – ۲۰ اوت ۱۹۶۱) ورزشکار ورزش تیراندازی اهل سوئد بود.
وی در مسابقات کشوری و بین‌المللی در مجموع برندهٔ ۱ مدال برنز شده‌است.